# Saturnino Abuín
Saturnino Abuín Fernández, guerrillero español, patriota y absolutista, nacido en Tordesillas en 1781 y fallecido en 1860.

## Biografía
Fue uno de los miembros más conocidos de la guerrilla de el Empecinado. Durante los primeros años de la Guerra de Independencia participó en numerosas escaramuzas contra el ejército invasor francés. En una de estos enfrentamientos con el ejército de Napoleón en el Casar de Talamanca, en la segunda mitad de 1809, perdió un brazo, lo que le valió el apodo del «el manco».
El 26 de noviembre de 1810 Abuín se une a otros líderes guerrilleros como Vicente Sardina, José Mondedeu Jover y Nicolás Isidro en un motín contra el Empecinado. Este tuvo que realizar concesiones para que volvieran a someterse a sus órdenes.
A principios de 1812 se dejó capturar por los franceses en Tamajón, jurando poco después lealtad a José I. Encabezó una compañía de renegados con la misión de perseguir a los grupos guerrilleros españoles, derrotando en una emboscada en el Rebollar el 6 de febrero de 1812 a guerrilleros de El Empecinado. Fue entonces nombrado comandante del regimiento de húsares francos de Guadalajara por José I. Con la derrota de los franceses, Abuín tuvo que salir de España y exiliarse en Francia.
Durante el Trienio Constitucional (1820-1823), se unió a las partidas absolutistas que luchaban contra el gobierno y llegó a alcanzar el rango de teniente coronel. 
En Los Cien Mil Hijos de San Luis, sexta novela de la segunda serie de los Episodios nacionales, Benito Pérez Galdós, en palabras de Jenara Baraona, presentada como conspiradora fernandina, describe su encuentro con el jefe de la partida absolutista en Aragón, a quien acude para interceder en favor de su amado liberal Salvador de Monsalud:

Al oír este nombre vi el cielo abierto. Yo había conocido en Bayona al célebre Manco, y recordé que aunque muy bárbaro, hacía alarde de generosidad e hidalguía en todas las ocasiones que se le presentaban. No quise detenerme ni un instante, y al punto me informé de que D. Saturnino estaba en una casa situada junto al camino a la salida del pueblo en dirección a Tremp. Desde la plaza se veían dos lucecillas en las ventanas de la vivienda. Corrí allá guiada por la simpática claridad de aquellas luces semejantes a dos ojos y que eran para mí fanales de esperanza. Llegué sin aliento, agitada por la fatiga y un dulce presagio de buen éxito que me llenaba el corazón.

Años más tarde, a pesar de su pasado realista, se mantuvo leal a Isabel II, y combatió a favor de los liberales durante la Primera Guerra Carlista.Se enfrentó a partidas carlistas de Castilla la Vieja. El 17 de abril de 1834 derrotó a las fuerzas de Merino en Rabanera del Pinar, capturando a toda la infantería carlista. Siendo comandante general de Soria (1836), derrotaría a Cabrera en Arévalo de la Sierra.
Al finalizar la guerra Abuín fue destinado a Tordesillas, en donde viviría prácticamente hasta su muerte.